# 히엡호아 황제
히엡호아(베트남어: Hiệp Hòa, 1847년 11월 1일 ~ 1883년 11월 29일)은 응우옌 왕조의 제6대 황제(재위: 1883년)이다. 성명은 응우옌푹탕(베트남어: Nguyễn Phúc Thăng)이다. 채택한 연호가 히엡호아였으므로 히엡호아 황제로 부른다. 다만 정식으로 개원하지 못하여 연호가 사용되지 않았다.

## 생애
본명은 응우옌푹홍젓(베트남어: Nguyễn Phúc Hồng Dật / 阮福洪佚 완복홍일)이다. 티에우찌 황제의 29번째 아들이다.
뜨득 18년(1865년), 문랑군공(베트남어: Văn Lãng Quận Công / 文朗郡公)에 봉해졌다.
뜨득 31년(1878년), 낭국공(베트남어: Lãng Quốc Công / 朗國公)으로 진봉되었다.
뜨득 35년(1882년), 섭존인부우존인(攝尊人府右尊人)을 겸하였다.
뜨득 36년(1883년), 뜨득 황제가 사망한 뒤 죽득 황제가 뒤를 이었다. 7월 23일에 보정대신인 응우옌반뜨엉, 똔텃투옛이 죽득을 폐위하고 당시 37세였던 히엡호아를 옹립하였다.
히엡호아의 재위 기간 동안 청프 전쟁은 여전히 계속되고 있었고, 프랑스군이 베트남 전장에서 우세를 점하였다. 당시 조정의 권력은 응우옌반뜨엉과 똔텃투옛, 쩐띠엔타인이 장악하고 있었고, 히엡호아는 허수아비에 불과하였다. 응우옌반뜨엉과 똔텃투옛은 전횡과 발호를 일삼아 히엡호아는 이에 매우 불만을 품었다. 히엡호아는 프랑스인이 제시한 보호 정책을 받아들여 강대한 보정대신들에 대항하고자 하였다. 응우옌반뜨엉은 이를 알고 자유태후(慈裕太后)에게 주청을 올렸고, 11월 29일에 정변을 일으켜 쩐띠엔타인을 죽인 뒤 히엡호아를 폐위하고 끼엔푹 황제를 옹립하였다. 히엡호아는 육덕학당(育德學堂)에 감금되었다가 핍박을 받아 독주를 마시고 사망하니, 재위기간은 4개월이었다.
동카인 2년(1887년), 응우옌 왕조 조정에서 논의하여 그를 폐제(廢帝)로 칭하기로 결정하였다.
타인타이 5년(1893년), 논의하여 즉위 전의 작위인 낭국공(朗國公)으로 칭하기로 결정하였다.
타인타이 11년(1899년), 다시 폐제로 칭하였다.
주이떤 3년(1909년), 히엡호아를 문랑군왕(베트남어: Văn Lãng Quận Vương / 文朗郡王)으로 추봉하였고, 시호를 장공(베트남어: Trang Cung / 莊恭)이라고 하였다.
히엡호아는 죽은 뒤 승천부(承天府) 향수현(香水縣) 양춘하사(楊春下社)에 장사지냈다. 능묘 앞에 당대에 제작한 묘비가 있는데, 정면에 봉위대남협화황제시장공지침(奉為大南協和皇帝謚莊恭之寢)이라 쓰여 있으며, 측면에는 뜨득 황제의 말인 禦製 吾弟十四人好學者甚少除卻建瑞公今尙存文朗이 쓰여 있다.

## 가족
- 부: 티에우찌 황제
- 모: 서빈(瑞嬪) 쯔엉티턴(張氏愼)
- 조부: 민망 황제
- 조모: 호티호아
- 외조부: 위위(衛尉) 쯔엉반민(張文銘)
- 외조모: 부티똥(武氏宗)

### 아내
- 정실(正室) 레티후언주옌(黎氏勳緣)[4]

### 자녀
아들 11명과 딸 6명을 두었다. 후예들은 십(十) 자부(字部)를 하사받고 그에 따라 이름의 두번째 글자를 지었다. 카이딘 4년(1919년), 우(牛) 자부로 고쳤다.

#### 아들
- 둘째 응우옌푹응히엡(阮福膺協) - 풍록군공(豐祿郡公) 응우옌푹홍캉의 양자로 입양되어 응우옌푹응혹(阮福膺學)으로 개명하였다.
- 응우옌푹응박(阮福膺博)
- 응우옌푹응쭈언(阮福膺準)

#### 손자
- 응우옌푹브우짝(阮福寶卓) - 문랑향공(文朗鄕公)을 습봉하였다. 카이딘 10년(1925년), 일로 인하여 폐위되었고, 모친의 성 도안(段)을 따라 도안짝(段卓)으로 성명을 고쳤다. 바오다이 8년(1933년), 향공으로 작위가 회복되었다.

## 참고 문헌
- (중국어)陳仲金 (1992). 《Việt Nam sử lược》 [《越南通史》（原文書名：《越南史略》）]. 戴可來譯. 北京: 商務印書館. ISBN 7-100-00454-3.

| 전임 죽득 황제 | 제6대 응우옌 왕조의 황제 1883년 7월 23일 ~ 1883년 11월 29일 | 후임 끼엔푹 황제 |